# Naidorf
Naidorf - Найдорф (rus) és un possiólok del krai de Krasnodar, a Rússia. És a la vora dreta del riu Ponura, afluent del Kirpili, a 35 km a l'oest de Dinskaia i a 35 km al nord-oest de Krasnodar. Pertany a l'stanitsa de Novovelitxkovskaia.